# Горяйнов Віталій Федорович
Віта́лій Фе́дорович Горя́йнов — майор Збройних сил України, учасник російсько-української війни.

## З життєпису
Станом на березень 2017-го — командир роти, 3-й окремий полк спеціального призначення; з дружиною та сином проживають у місті Кропивницький.

## Нагороди
- 29 вересня 2014 року — за особисту мужність і героїзм, виявлені у захисті державного суверенітету та територіальної цілісності України, вірність військовій присязі під час російсько-української війни, відзначений — нагороджений орденом Богдана Хмельницького III ступеня.
- орден Данила Галицького[1]